# Yemelián Pugachov
Yemelián Ivánovich Pugachov (en ruso: Емельян Иванович Пугачёв, /jɪmʲɪˈʎjan ɪˈvanəvɪʧ puɡʌˈʧɔf/; stanitsa Zimovéiskaya, Óblast del Voisko del Don, 1742 - Moscú, 10 de enerojul./ 21 de enero de 1775greg.) fue un pretendiente al trono de Rusia que lideró una insurrección de los cosacos en la época de Catalina la Grande. Fue un cosaco del Don, líder de la insurrección popular de los años 1773-1775 en Rusia. Aprovechándose de los rumores de que el emperador Pedro III estaba vivo, Pugachov se apropió de su nombre; era uno de los muchos impostores que fingieron ser Pedro III, y el más famoso de ellos.

## Procedencia
Yemelián Pugachov nació en la stanitsa Zimovéiskaya en el óblast del Voisko del Don (hoy distrito de Kotélnikov en el óblast de Volgogrado). Después de la insurrección de Pugachov, la provincia fue renombrada para convertirse en Potiómkinskaya y fue trasladada a dos kilómetros del sitio original. Desde 1917 lleva el nombre de Pugachóvskaya. Se especula que este fue también el pueblo natal de Stenka Razin, líder de la insurrección popular de 1670-1671.                                                                                                                                                                                                                                                                                                                              El apellido Pugachov surgió a partir del apodo de su abuelo, Mijaíl Pugach (en ruso: 'que asusta').                                                                                                                                                                                                       El padre, Iván Mijáilovich Pugachov, falleció en 1762.                                                                                                                                                                                                                                                                             La madre, Anna Mijáilovna, falleció en 1771.                                                                                                                                                                                                                                                                                       Su hermano se llamaba Dementi, y sus dos hermanas, Uliana y Fedosia. El mismo Pugachov dijo en el interrogatorio que su familia pertenecía a la Iglesia ortodoxa rusa, a diferencia de la mayoría de los cosacos del Don y del Yaik, que eran viejos creyentes.                                                                                                                                                                                                                                                                                                           El padrino de su hijo Timoféi fue el ortodoxo Alekséi.

## Deserción y rebelión
Nacido en una familia de cosacos del Don, a los dieciocho años Pugachov fue reclutado a la fuerza por el Ejército Imperial Ruso, como era habitual por aquel entonces, y separado de su familia. Combatió contra los prusianos en la guerra de los Siete Años (1756-1763).  En septiembre de 1773, tras haber desertado del Ejército ruso después de participar en tres guerras y disgustado con el gobierno de la zarina Catalina la Grande —de origen alemán—, lideró una revuelta de los cosacos del Don a lo largo de la cuenca del Volga y del bajo Ural, dándose a conocer como el fallecido zar Pedro III, ya que a miles de kilómetros de distancia de San Petersburgo nadie conocía la apariencia del zar que había muerto asesinado casi diez años atrás.
El levantamiento de Pugachov empezó con unos pocos centenares de cosacos, pero llegó a poner en peligro la estabilidad del gobierno imperial en la región del Volga, aunque las autoridades inicialmente le prestaron muy poca atención. Las principales razones del levantamiento, según parece, eran las míseras condiciones de los cosacos, que habían pasado a un segundo plano social, y en general de toda la servidumbre rusa, que vivía prácticamente en condiciones de esclavitud para sus señores, según la estructura social y de poder que imperaba en la Rusia de aquel entonces.
Pugachov supo ganarse simpatías entre las masas empobrecidas al proclamarse directamente como el zar Pedro III (y no como un simple usurpador carismático) y mover serias turbulencias políticas en las provincias imperiales rusas, sobre todo en las de Astracán y de Oremburgo, movilizando una tropa numerosa de rebeldes, con apoyo de clérigos locales, tanto cristianos ortodoxos como protestantes, e incorporando a sus filas cosacos, campesinos rusos, tártaros y turcomanos, todos descontentos con su situación inferior dentro de la sociedad rusa.
La revuelta obtuvo importantes victorias atacando primero pequeños destacamentos militares en una región tradicionalmente poco atendida por el gobierno zarista, ya que la mayoría de las fuerzas de combate rusas se hallaban en el frente turco, intentando abrir una salida al mar por el puerto de Azov. La autoridad central no prestaba mayor importancia a la revuelta, hasta cuando se supo que Pugachov y sus hombres controlaban ya una extensa región en las planicies al este de los Urales.
El rostro de Pugachov se pintó sobre un cuadro de Catalina la Grande dejando únicamente los ojos de la zarina, como un acto de humillación al poder, mientras Pugachov creaba una improvisada burocracia civil y militar con sus seguidores más capaces, copiando en lo posible la estructura del régimen zarista. La violencia de su ejército fue aumentando: atacaron las grandes fincas de los terratenientes, asesinaron a los que habían sido sus señores y violaron y mataron a sus mujeres e hijas.
Posteriormente, al reunir un ejército de varios miles de combatientes, Pugachov atacó la ciudad de Oremburgo en octubre de 1773, sitiando la ciudad aunque sin poder conquistarla. Poco después, en noviembre del mismo año, sus tropas tomaron por asalto la ciudad de Samara, importante foco comercial; controlaron así una extensa zona entre los Urales y el Volga, lo cual aumentó la alarma en la corte de Catalina la Grande y exigió el envío de más tropas para detener una rebelión que adquiría proporciones masivas.
La tropa de Pugachov formada por 30 000 hombres llegó a ocupar la importante ciudad de Kazán el 12 de julio de 1774, pero no pudo dominar su ciudadela fortificada. Este resonante éxito fue finalmente de poca importancia, en cuanto los rebeldes fueron derrotados y casi exterminados por las tropas imperiales enviadas en auxilio de dicha ciudad.
Posteriormente el ejército de los rebeldes fue vencido antes de llegar a Tsaritsyn (actual Volgogrado) en agosto de 1774, con grandes bajas para las tropas imperiales, pero con gran pérdida de vidas entre los hombres de Pugachov.
Se intentaron varias tácticas militares contra él; así, se capturó a su familia y fue mostrada públicamente pueblo por pueblo para demostrar que él no era el asesinado zar. Pero el fin de las hostilidades llegaría con la firma del tratado de paz con el Imperio otomano, que permitió a las tropas rusas estacionadas en el sur repeler el levantamiento del líder cosaco. Con tropas rebeldes indisciplinadas, sin armamento adecuado y con la dudosa lealtad de algunos de sus seguidores, Pugachov y sus tropas sufrieron severas derrotas.

## Captura y ejecución
Pugachov acabó siendo traicionado por sus soldados en septiembre de 1774, después de que se ofrecieran 10 000 rublos de plata por él. Fue capturado y trasladado a Moscú encerrado dentro de una jaula metálica especialmente fabricada para la ocasión, donde sería juzgado por un tribunal especial. A diferencia del campesinado que había formado su ejército, que terminó siendo mayormente indultado tras feroces represalias contra sus líderes, el veredicto para Pugachov fue el de una muerte cruel en la que se le arrancarían las vísceras, pero finalmente la zarina Catalina ordenó que fuera una muerte rápida y fue decapitado públicamente en Moscú el 10 de enero de 1775. Su cuerpo fue descuartizado y quemado, y sus cenizas, esparcidas.

## Legado de Pugachov
La rebelión de Pugachov tuvo un efecto sublevante sobre Rusia durante los años venideros. Durante la insurrección Catalina la Grande planificaba unas reformas en la administración provincial, pero la revuelta causó que abandonara otras reformas. Los intentos de emancipación que vivió la Rusia zarista por parte del campesinado aumentaron desde entonces.
El escritor ruso Aleksandr Radíshchev, durante su viaje desde San Petersburgo hacia Moscú, presenció la revolución y escribió sobre ella. En su libro considera la revuelta como una advertencia a futuro.
Yemelián Pugachov es uno de los importantes revolucionarios del siglo xviii, siendo su revuelta anterior a la Guerra de Independencia de los Estados Unidos y de la Revolución francesa.
Los líderes de la Revolución rusa de 1917 lo consideraron un héroe nacional y pensaban que en ese momento continuaban con su revolución. Durante el gobierno soviético se le rindieron varios homenajes. Por ejemplo, la ciudad donde nació Pugachov ahora lleva su nombre, y varias ciudades de Rusia le tienen dedicadas calles.